# Аввакум (Львов)
Архимандри́т Авваку́м (в миру — Алексе́й Льво́в) — протопоп-иеромонах.
В 1724 году из Псковских провинциал-инквизиторов определён протоинквизитором при Святейшем Синоде, с возведением в игумены Угрешского монастыря. В декабре 1731 года определён членом (судьёй) московской дикастерии и возведён в архимандриты Высокопетровского монастыря.
В 1735 году за укрывательство, в следствии по делу о беспорядках в Саровской и Берлюковской пустынях, отрешён от звания судьи в дикастерии и заключён в крепость. 23 июня 1736 года лишён сана. 8 августа 1739 года по делу архимандрита Аввакума было принято решение Тайной канцелярии: «так как преступного умысла и злости за ним не сказалось, а все учинил он с простоты своей, то бить его, вместо кнута, плетьми и отправить для посылки в монастырское братство, куда Синод назначит».